# 242. (Württembergische) Infanterie-Division
Die 242. (Württembergische) Infanterie-Division war von 1917 bis 1919 ein Großverband der Württembergischen Armee.

## Geschichte
Zu Beginn des Jahres 1917 wurde auf Befehl der Obersten Heeresleitung im Bereich des Stellvertretenden Generalkommandos XIII. (Königlich Württembergisches) Armee-Korps die 242. (Württ.) Infanterie-Division aufgestellt. Durch Verfügung des Württembergischen Kriegsministeriums trat die Division zum 16. Januar 1917 auf dem Truppenübungsplatz Münsingen zusammen und wurde in Dienst gestellt.
Die Truppenteile des neuen Verbandes waren teils alte, kampferprobte Formationen, die bereits über zwei Jahre Kriegserfahrung verfügten, teils wurden sie erst neu aufgestellt. So wurde aus den kriegsverwendungsfähigen Mannschaften und Rekruten des Geburtsjahrganges 1898 fast sämtlicher württembergischer Ersatzbataillone die beiden Infanterieregimenter Nr. 475 und 476 aufgestellt. Sie bildeten zusammen mit dem aktiven 9. Württ. Infanterie-Regiment Nr. 127 der 27. Division (2. Kgl. Württ.) die 242. (Württ.) Infanterie-Brigade. Das Infanterie-Regiment Nr. 127 trat ebenso wie das neu aufgestellte Württembergische Feldartillerie-Regiment Nr. 281 erst in Lothringen, dem ersten Einsatzort, in den Divisionsverband.
Die Minen-Werfer-Kompanie Nr. 442, die beiden Pionier-Kompanien Nr. 475 und Nr. 476 sowie der Fernsprech-Doppelzug verblieben zunächst bei ihren Ersatztruppenteilen in Ulm bzw. auf dem Truppenübungsplatz in Münsingen.
Der Divisionsstab wurde neu aufgestellt, der Stab der 242. (Württ.) Infanterie-Brigade wurde aus dem der bisherigen 54. (Württ.) Infanterie-Brigade gebildet. Der Stab des Artilleriekommandeurs wurde am 9. und der des Pionierkommandeurs am 21. Februar 1917 aufgestellt.
Ende Februar und Anfang März traten die übrigen noch fehlenden Truppenteile dem Divisionsverband bei. Dieses waren die 2. Eskadron des Reserve-Dragoner-Regiments in Sontheim, das Pferde-Lazarett Nr. 275 in Ludwigsburg, die Divisions-Kraftwagen-Kolonne Nr. 652 in Stuttgart und die Feldpostexpedition in Münsingen.
Am Nachmittag des 8. März 1917 verabschiedete König Wilhelm die Division aus der Heimat.

### Garnisonen
Als Kriegsformation aufgestellt, hatte die Division keine Friedensgarnison.

### Gefechtskalender

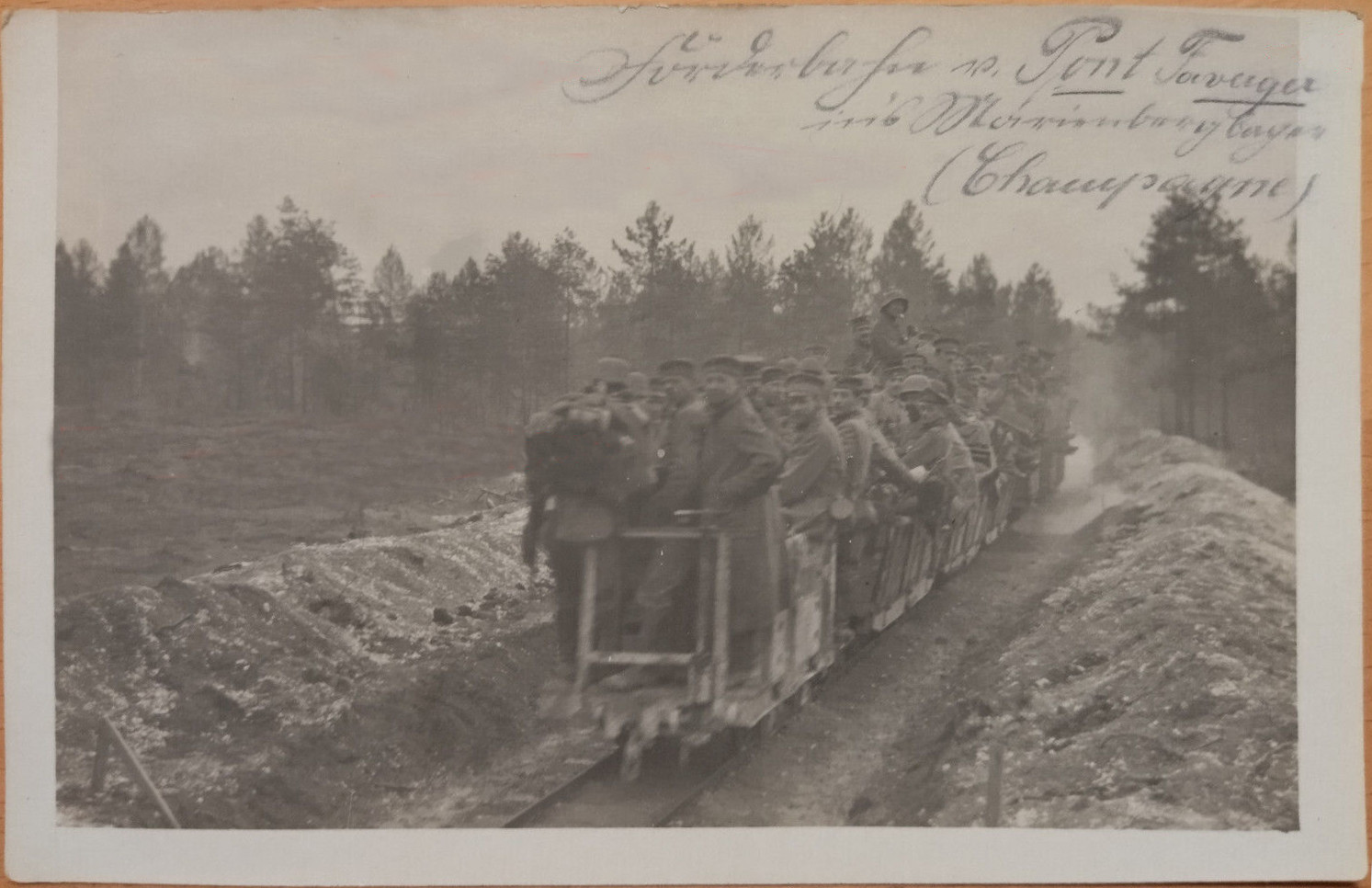
Förderbahn bei Pont Taverger und Marienberglager, Champagne

Die Division wurde am 16. Januar 1917 zusammengestellt und ausschließlich an der Westfront eingesetzt. Nach Kriegsende marschierte der Verband in die Heimat zurück, wo zunächst die Demobilisierung und anschließende Auflösung stattfand.

#### 1917
- 10. bis 30. März – Reserve der OHL
- 30. März bis 30. April – Stellungskämpfe in Lothringen
- 03. bis 27. Mai – Doppelschlacht Aisne-Champagne
- 28. Mai bis 21. August – Stellungskämpfe bei Reims
- 22. August bis 13. September – Abwehrschlacht bei Verdun
- ab 13. September – Stellungskämpfe bei Reims

#### 1918
- bis 19. Januar – Stellungskämpfe bei Reims
- 20. Januar bis 22. März – Stellungskämpfe bei Reims
- 25. März bis 6. April – Große Schlacht in Frankreich
  - 25. März bis 31. März – Verfolgungskämpfe bis Montdidier-Noyon
- 07. April bis 2. Mai – Kämpfe an der Avre und bei Montdidier und Noyon
- 05. Mai bis 9. Oktober – Stellungskämpfe bei Reims
  - 27. Mai bis 13. Juni – Schlacht bei Soissons und Reims
  - 18. bis 25. Juli – Abwehrschlacht zwischen Soissons und Reims
  - 26. Juli bis 3. August – Bewegliche Abwehrschlacht zwischen Marne und Vesle
  - 26. September bis 9. Oktober – Abwehrschlacht in der Champagne und an der Maas
- 10. bis 12. Oktober – Kämpfe vor der Hunding- und Brunhilde-Front
- 13. bis 19. Oktober – Stellungskämpfe an der Aisne
- 20. bis 23. Oktober – Schlacht bei Vouziers
- 24. bis 31. Oktober – Kämpfe an der Aisne und Aire
- 01. bis 4. November – Kämpfe zwischen Aisne und Maas
- 05. bis 11. November – Rückzugskämpfe vor der Antwerpen-Maas-Stellung
- ab 12. November – Räumung des besetzten Gebietes und Marsch in die Heimat

## Organisation

### Verbandszugehörigkeit
Nach seiner Aufstellung stand die Division der Obersten Heeresleitung zur Verfügung und war dem Generalkommando z. b. V. Nr. 65 der Armeeabteilung A, (Heeresgruppe Herzog Albrecht) südöstlich Metz zugeteilt.
Ab Ende April 1917 war sie der 1. Armee als Eingreifdivision bei der Gruppe „Reims“ (Generalkommando VII. Reserve-Korps), ab Mitte Mai 1917 bei der Gruppe „Prosnes“ (Generalkommando III. Armee-Korps) unterstellt. Nach der Rückkehr zur Gruppe „Reims“ am 1. Juni 1917, wechselte der Verband zur Maasgruppe Ost (Generalkommando V. Reserve-Korps) der 5. Armee. Mitte September 1917 als Heeresgruppenreserve zur 1. Armee zurückgekehrt, wurde die Division am 26. September 1917 der Gruppe „Brimot“ (Generalkommando X. Reserve-Korps, ab 30. Oktober XV. Armee-Korps) zugeteilt.
Ab 31. Januar 1918 wirkte sie wieder bei der Gruppe „Reims“ (Generalkommando VII. Reserve-Korps), anschließend ab Ende Februar 1918 als Reserve und Eingreifdivision der Obersten Heeresleitung abwechselnd bei den Gruppen „Reims“ (Generalkommando VII. Reserve-Korps) und „Prosnes“ (ab 10. Februar Generalkommando XXIV. Reserve-Korps). Nach elf Monaten Einsatz bei der 1. Armee erfolgte im März 1918 ein Unterstellungswechsel als Reserve zum XVII. Armee-Korps im Bereich der 18. Armee. Nur kurze Zeit später kehrte die Division Anfang Mai 1918 als Eingreifdivision zur 1. Armee (Gruppe „Reims“, VII. Reserve-Korps) zurück und verblieb dort bis Kriegsende.

### Gliederung

#### Kriegsgliederung im Mai 1917
- Divisionsstab[3]
- 242. (Württembergische) Infanterie-Brigade
  - 9. Württ. Infanterie-Regiment Nr. 127
  - Württembergisches Infanterie-Regiment Nr. 475
  - Württembergisches Infanterie-Regiment Nr. 476
- 2. Eskadron/Württembergisches Reserve-Dragoner-Regiment
- Württembergischer Artillerie-Kommandeur Nr. 242
  - Württembergisches Feldartillerie-Regiment Nr. 281
- Württembergisches Pionier-Bataillon Nr. 242
  - Bataillonsstab
  - Württembergische Pionier-Kompanie Nr. 375
  - Württembergische Pionier-Kompanie Nr. 376
  - Württembergische Minenwerfer-Kompanie Nr. 442[A 1]
- Württembergische Fernsprech-Abteilung Nr. 242
- Württembergische Sanitäts-Kompanie Nr. 32[A 2]
- Württembergisches Feldlazarett Nr. 208
- Württembergisches Feldlazarett Nr. 503[A 3]
- Württembergisches Pferde-Lazarett Nr. 275
- Württembergische Divisions-Kraftwagen-Kolonne Nr. 652

#### Kriegsgliederung vom 2. Mai 1918
- 242. Infanterie-Brigade
  - 9. Württembergisches Infanterie-Regiment Nr. 127
  - Infanterie-Regiment Nr. 475
  - Infanterie-Regiment Nr. 476
  - MG-Scharfschützenabteilung Nr. 78
  - 2. Eskadron/Reserve-Dragoner-Regiment
- Artillerie-Kommandeur Nr. 242
  - Feldartillerie-Regiment Nr. 281
  - III. Bataillon/Hohenzollernsches Fußartillerie-Regiment Nr. 13
- Pionier-Bataillon Nr. 242
- Divisions-Nachrichten-Kommandeur Nr. 242

### Kommandeure
| Dienstgrad   | Name                        | Datum                           |
| ------------ | --------------------------- | ------------------------------- |
| Generalmajor | Gotthold Alexander von Erpf | 16. Januar 1917 bis 8. Mai 1919 |

## Sonstiges
Im Dezember 1917 beurteilten die Alliierten den Gefechtswert der Division als gut und betrachteten sie als moralisch gefestigte Angriffsdivision. 1918 wurde sie noch als ordentlich eingeschätzt, obwohl sich die Disziplin nach den verlustreichen Septemberkämpfen gelockert hatte.

## Verweise